# مسمومیت عصبی با صدف

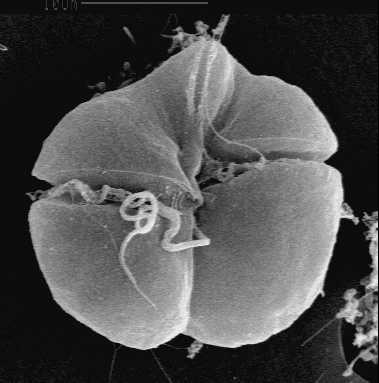
کارنیا برویس ، ارگانیسم داینوفلاژله اولیه مسئول تولید بروتوکسین است.

مسمومیت عصبی با صدف (انگلیسی: Neurotoxic shellfish poisoning) که به اختصار «NSP» نامیده می‌شود، مسمومیتی است که در اثر مصرف صدف‌های حاوی «برِوِه‌تاکسین» ایجاد می‌شود.
علائم این بیماری در انسان شاملِ تهوع، استفراغ و طیف وسیعی از علائم عصبی همچون لکنت زبان است. تاکنون هیچ موردی از این مسمومیت، منجر به مرگ نشده است؛ اما تعدادی از مبتلایان، کارشان به بستری در بیمارستان کشیده است.